# Delhi (pueblo)
Delhi es un pueblo ubicado en el condado de Delaware en el estado estadounidense de Nueva York. En el año 2000 tenía una población de 4,629 habitantes y una densidad poblacional de 11 personas por km².

## Geografía
Delhi se encuentra ubicado en las coordenadas 42°16′27″N 74°54′31″O / 42.27417, -74.90861.

## Demografía
Según la Oficina del Censo en 2000 los ingresos medios por hogar en la localidad eran de $35,861, y los ingresos medios por familia eran $48,125. Los hombres tenían unos ingresos medios de $31,136 frente a los $25,542 para las mujeres. La renta per cápita para la localidad era de $16,842. Alrededor del 9.8% de la población estaban por debajo del umbral de pobreza.